# 朝里
朝里（あさり）は、北海道小樽市の地名。1丁目から4丁目まである。

## 地理
小樽市街地の東端に位置し日本海に面している。地区内に海岸段丘があり、海岸沿いの地区と段丘上の地区との間には高低差がある。海岸沿いには小規模な漁業集落がある。段丘上の地区は主に住宅地として利用されている。
東は張碓峠を挟んで張碓町、西は朝里川を挟んで船浜町、南は新光に接する。

### 河川
- 朝里川
- 柾里川

## 地名の由来
アイヌ語に由来し、以下の諸説があるがはっきりしない。
- 「アッウシナイ（at-us-nay）」（オヒョウニレ・群生する・沢）が、「アサラ[4]」となったのちに転訛した説。
- 「イチャニ（icani）」（鮭の産卵場）から、「漁り（いさり）」、「あさり」となったという説。
- 「マサラ（masar）」（浜沿いの湿原）から転訛した説。

## 歴史
1870年（明治3年）朝里村が成立。村域は現在の朝里、新光、朝里川温泉を含む地域であった。。1880年（明治13年）11月、当地内に官営幌内鉄道が開通、朝里駅が置かれる。1902年（明治35年）4月、熊碓村、朝里村、張碓村、銭函村が合併し新たに朝里村となり二級町村制施行。1940年（昭和15年）9月には、朝里村が小樽市に合併しその一部となる。1943年（昭和18年）1月、小樽市大字朝里村が朝里町、新光町、字豊倉に分割。国道5号より海側を朝里町とした。1963年（昭和38年）朝里、新光地区の区画整理事業計画が決定され、1972年（昭和47年）に完了した。

## 交通

### 鉄道
北海道旅客鉄道（JR北海道）
- 函館本線朝里駅

### 路線バス
- 北海道中央バス - 札樽線、おたもい営業所、真栄営業所
- ジェイ・アール北海道バス - 札樽線

### 道路
- 国道5号

## 施設
- 朝里海水浴場

### 町外で朝里の名を冠する施設
公共施設、商業施設の多くは南側に隣接する新光地区に所在するが、施設名には「朝里」を冠するものが多くある。

#### 道路
- 札樽自動車道朝里IC　-　（新光1）

#### 官公庁
- 小樽警察署朝里交番　-　（新光1）
- 小樽市消防本部朝里出張所　-　（新光1）

#### 郵便局
- 朝里郵便局　-　（新光2）

#### 金融機関
- 北海道信用金庫朝里支店　-　（新光1）

#### 医療機関
- 医療法人北光会朝里中央病院　-　（新光1）

#### 教育機関
- 小樽市立朝里中学校　-　（新光3）
- 小樽市立朝里小学校　-　（新光2）

#### 商業施設
- 朝里市場（新光2）
- 朝里ショッピングセンター　-　（新光2）
  - ホクレンショップFoodFarm朝里店
  - ツルハドラッグ朝里店
  - ドコモショップ朝里店
  - すき家5号小樽朝里店
  - なると屋朝里本店
- ラッキー朝里店　-　（新光2）
- サッポロドラッグストアー朝里店　-　（新光2）
- ゲオ小樽朝里店　-　（新光1）

#### 寺社
- 朝里神社　-　（新光2）